# Попович (Костанайская область)
Попович (каз. Попович) — упразднённое село в Камыстинском районе Костанайской области Казахстана. Входило в состав Свободненского сельского округа. Находится примерно в 76 км к юго-востоку от районного центра, села Камысты. Код КАТО — 394865200. Упразднено в 2014 году.

## Население
В 1999 году население села составляло 67 человек (35 мужчин и 32 женщины). По данным переписи 2009 года в селе проживало 46 человек (27 мужчин и 19 женщин).